# Aranoethra
Aranoethra Butler, 1873 è un genere di ragni appartenente alla famiglia Araneidae.

## Etimologia
Il nome deriva dal greco ἀρὰχνη, aràchne, cioè ragno, e dal genere di crostacei decapodi Oethra Latreille, 1816, in quanto l'opistosoma di questi ragni somiglia per forma e colorazione al guscio di questi crostacei .

## Distribuzione
Le tre specie oggi note di questo genere sono state reperite in Africa occidentale: la specie dall'areale più vasto è la A. cambridgei, rinvenuta in varie località dell'Africa centrale e occidentale;.

## Tassonomia
Dal 1982 non sono stati esaminati esemplari di questo genere.
A marzo 2014, si compone di tre specie:
- Aranoethra butleri Pocock, 1899 - Africa occidentale
- Aranoethra cambridgei (Butler, 1873)[3] - Africa centrale e occidentale
- Aranoethra ungari Karsch, 1878 - Africa occidentale